# Tobrilus medius
Tobrilus medius is een rondwormensoort uit de familie van de Tobrilidae. De wetenschappelijke naam van de soort is voor het eerst geldig gepubliceerd in 1916 door Schneider.